# Tandsjön (Lima socken, Dalarna, 676311-137878)
Tandsjön är en sjö i Malung-Sälens kommun och Mora kommun i Dalarna och ingår i Dalälvens huvudavrinningsområde. Sjön är 4 meter djup, har en yta på 3,15 kvadratkilometer och befinner sig 457 meter över havet. Sjön avvattnas av vattendraget Tandsjöån.

## Delavrinningsområde
Tandsjön ingår i det delavrinningsområde (676007-137891) som SMHI kallar för Utloppet av Tandsjön. Medelhöjden är 473 meter över havet och ytan är 21,87 kvadratkilometer. Det finns ett avrinningsområde uppströms, och räknas det in blir den ackumulerade arean 34,55 kvadratkilometer. Tandsjöån som avvattnar avrinningsområdet har biflödesordning 5, vilket innebär att vattnet flödar genom totalt 5 vattendrag innan det når havet efter 432 kilometer. Avrinningsområdet består mestadels av skog (38 procent) och sankmarker (46 procent). Avrinningsområdet har 3,15 kvadratkilometer vattenytor vilket ger det en sjöprocent på 14,4 procent.